# 브랜던 대령
브랜던 대령(영어: Colonel Brandon)은 제인 오스틴의 소설 《이성과 감성》의 등장인물이다. 아내를 사별한 군인으로, 매리앤 대시우드에게 마음이 있지만 자신의 나이와 보잘것없는 처지 때문에 주저한다. 그러나 결말에 가서 결국 둘은 맺어지게 된다.
1995년작 영화 《센스 앤 센서빌리티》에서는 앨런 리크먼이 연기했다. 2008년작 미니시리즈 《이성과 감성》에서는 데이비드 모리시가 연기했다.

## 담당 배우

### 영화
- 센스 앤 센서빌리티(1995) - 앨런 리크먼
- 프롬 프라다 투 나다(2003) - 윌머 발더라마(브루노)

### TV 드라마
- 이성과 감성(1981) - 로버트 스완
- 이성과 감성(2008) - 데이비드 모리시

## 같이 보기
- 나이 차이와 성적 관계
- 그레트나그린